# Elfego Hernán Monzón Aguirre
Elfego Hernán Monzón Aguirre (1912 – 1981) foi um general que chefiou a junta militar que governou a Guatemala de 29 de junho a 8 de julho de 1954.